# God's Father
God's Father é uma mixtape do rapper americano Lil B. Foi lançado em 27 de fevereiro de 2012 pelo selo BasedWorld Records de Lil B. Apresentando 34 faixas, a mixtape recebeu críticas positivas dos críticos musicais, a mixtape conta com produção de Clams Casino, Juicy J, DJ Paul, Devon Hendryx e Swiff D, entre outros.

## Recepção critica
| Críticas profissionais | Críticas profissionais |
| Pontuações agregadas   | Pontuações agregadas   |
| Fonte                  | Avaliação              |
| ---------------------- | ---------------------- |
| Metacritic             | 75/100                 |
| Avaliações da crítica  |                        |
| Fonte                  | Avaliação              |
| Beats per Minute       | 78/100                 |
| Pitchfork              | 8.0/10                 |
| Spin                   | 7/10                   |
| XXL                    | M                      |

Ao ser lançada, a mixtape God's Father recebeu críticas positivas dos críticos de música. No Metacritic, que atribui uma classificação normalizada de 100 às críticas dos críticos, o álbum recebeu uma pontuação média de 75, o que indica "críticas geralmente favoráveis", com base em 4 críticas. Chris Letso do Beats per Minute escreveu: "God's Father tem quase duas horas de duração, e é realmente bom." Letso também achou que "a coesão de God’s Father diante de todas essas abordagens é o que o torna uma ótima mixtape." O crítico Jayson Greene do Pitchfork afirmou: "Provavelmente é seu lançamento mais imersivo até agora - ou álbum, ou mixtape, ou emanação, ou o que quer que seja - em um ano e meio, melhor do que Based God Velli e I'm Gay." Mike Powell da Spin descreveu o álbum como "o lançamento mais gratificante de Lil B até agora." Adam Fleischer da revista XXL foi mais comedido em sua crítica e achou: "Sua entrega rápida é impressionante e B mostra que ele realmente possui as habilidades técnicas para acompanhar um beat corretamente - mesmo que ele não opte frequentemente por usá-las." No entanto, Fleischer também escreveu: "Quanto tempo sua autoproclamada revolução durará e em que direção a qualidade seguirá ainda está para ser visto, mas não há dúvida de que Lil B não vai desacelerar tão cedo."

## Lista de músicas
| N.º            | Título                    | Producer(s)              | Duração |  |
| 1.             | "The BasedGods Layer"     | C.O.D.                   | 4:02    |  |
| 2.             | "I Own Swag"              | Swiff D                  | 3:28    |  |
| 3.             | "Fuck Ya Money"           | BigBoyTraks              | 4:08    |  |
| 4.             | "Februarys Confessions"   | Lou Pocus                | 4:30    |  |
| 5.             | "Buss Em 4 Points"        | Lou Pocus                | 3:00    |  |
| 6.             | "Tropics"                 | BigBoyTraks              | 4:00    |  |
| 7.             | "Real Hip Hop 2012"       | Lost Planets             | 4:04    |  |
| 8.             | "Keep It 100"             | DJ Paul Juicy J          | 4:19    |  |
| 9.             | "Fonk Aint Dead"          | Aeon Flex                | 2:49    |  |
| 10.            | "Feds at My Doh"          | AK47                     | 4:07    |  |
| 11.            | "Remy"                    | Nem270                   | 3:08    |  |
| 12.            | "Flowers Rise"            | Merkabah 13              | 2:21    |  |
| 13.            | "God Help Me"             | Sonic Sounds             | 4:24    |  |
| 14.            | "Breath Slow"             | Terio                    | 3:35    |  |
| 15.            | "I Aint Neva Won"         | The Colleagues           | 3:24    |  |
| 16.            | "Let It Drop"             | Tony Stone               | 5:21    |  |
| 17.            | "Gods Father"             | Moka Only                | 2:18    |  |
| 18.            | "Be a Star"               | Killah Kibba             | 2:09    |  |
| 19.            | "Deep Ass Thoughts"       | Bobby Music              | 3:50    |  |
| 20.            | "Go Dumb Tonight"         | James                    | 2:13    |  |
| 21.            | "Bitch Im Bussin"         | On Ice                   | 2:53    |  |
| 22.            | "Glourious BasedGod"      | Talen Ted                | 3:19    |  |
| 23.            | "See Ya"                  | Aeon Flex Certified Hitz | 3:34    |  |
| 24.            | "Flash"                   | Seedeeaaa                | 3:07    |  |
| 25.            | "The Deal"                |                          | 3:20    |  |
| 26.            | "Pain"                    | BigBoyTraks              | 3:54    |  |
| 27.            | "Secrete Obsession"       | Merkabah 13              | 3:29    |  |
| 28.            | "Turned Me Cold"          | Clams Casino             | 3:40    |  |
| 29.            | "Sf Mission Music"        | AJ Rice                  | 3:17    |  |
| 30.            | "Im Just Livin"           |                          | 3:21    |  |
| 31.            | "Words Not Spoken"        | Moka Only                | 3:51    |  |
| 32.            | "Wake Up Mr Flowers 3mix" | Killah Kibba             | 2:42    |  |
| 33.            | "Water Is Dmg"            | Killah Kibba             | 2:35    |  |
| 34.            | "I Love You"              | Devon Hendryx            | 2:57    |  |
| Duração total: | Duração total:            | Duração total:           | 117:09  |  |

## Pessoal
- Lil B - vocais, letras
- No Gelo - produção
- Merkabah13 – produção
- Lou Pocus – produção